# Кінець дитинства (мінісеріал)
«Кінець дитинства» (англ. Childhood's End) — американський телесеріал, створений Метью Ґрегемом за мотивами однойменного науково-фантастичного роману Артура Кларка. Прем'єра відбулася на каналі SyFy 14 грудня 2015 року.

## Сюжет

### Перший епізод
Дія серіалу починається в 2016 році. Над більшістю земних мегаполісів виникають величезні космічні кораблі, цивілізація могутніх прибульців відвідує Землю. Надволодарі, як їх прозвали, демонструють перевагу своїх технологій над земними. Вони постають у вигляді померлих рідних різних людей, змушують війни припинитися, знищуючи перепони і створюючи штучні затемнення. Представником прибульців на Землі стає істота Кареллен, справжній вигляд якої, як і всіх Надволодарів, лишається невідомим.
Посередником для спілкування з землянами Надволодарі обирають не одного з політичних лідерів, а рядового землянина, фермера з американської глибинки Ріккі Стормгрена. Кареллен під час зустрічей пояснює свою позицію: землянам доведеться пройти виховання і поступове навчання.
На Землі починається Золота доба. Подарунок Надволодарів Стормгрену допомагає багатьом зцілитися від невиліковних захворювань. Земляни припиняють нераціональне використання природних ресурсів, усувають голод і війни. Однак не всім до душі примус, нехай навіть м'який і здійснюваний ніби з кращих спонукань. На Землі виникає і набирає чинності опір проти прибульців. Його очолює релігійна фанатик Перетт, яка переконана, що прибульці знищили концепцію Бога, що мав би турбуватися про людей.
Кімната для зустрічей Стормгрена з Карелленом має дзеркало і посередник здогадується, що за нього можливо зазирнути. Йому з дружиною Еллі вдається зробити фото, але побачене Стормгрен воліє не розголошувати. Кареллен обіцяє показати свій справжній вигляд через 15 років, коли людство буде готове. Хлопчик-інвалід Майло, що мріє побувати на планеті Надволодарів, зазнає смертельної рани, але прибульці воскрешають і зцілюють його.
Минає 15 років, на Землі збудовано утопічне суспільство достатку й рівності. Тоді прибуває корабель Кареллена і він сходить зі спеціальної вежі. Виявляється, Надволодарі виглядають як стереотипні демони з рогами, крилами, хвостом і червоною шкірою.

### Другий епізод
Минуло 4 роки з часу появи Кареллена. На Землі панує єдина федерація, людство позбулося хвороб, нестачі ресурсів, зросла народжуваність. Але Надволодарі нічого не розповідають про себе. Майло працює над будівництвом космічної станції. Користуючись службовим становищем, він викрадає диски з даними, щоб дізнатись мету Надволодарів. Він припускає, що людство завжди знало про прибуття Надволодарів і що вони принесуть зміни. Це зумовило страх перед ними, звідки виник образ демонів.
Стормгрен вкотре зустрічається з Карелленом і допитується чи зустрічали Надволодарі інші цивілізації. Прибулець пояснює, що прийшов вибачитись, але Стормгрен потім замовчує що почув. Громадськість підозрює, що на людство чекає лиха доля. Хлопчик Том, син Джейк і Грегсон, демонструє паранормальні здібності.
Кареллен відвідує урочистий прийом, де повідомляє, що скуповував зразки земного життя для відправки на рідну планету. Також він каже, що люди збудували світ, який готовий прийняти їхніх спадкоємців. Він приводить Джейк до невідомого пристрою, що дозволяє «прокинутись» її ще ненародженій доньці Дженіфер. Майло запам'ятовує символи з пристрою та розуміє, що це алфавіт, оснований на сузір'ях. Він аналізує сузір'я та знаходить єдине, в якому є планета — це і має бути рідний світ Надволодарів.
Перетт та Еллі намагаються вбити Кареллена, коли той розповідає, що в майбутньому буде найважче тим, хто має дітей, тому зробив Еллі безплідоною. Ріккі користується подарунком аби оживити прибульця, хоч той призначався йому. Кареллен не розповідає що станеться, але обіцяє, що це неминуче. В Еллі народжується донька Дженіфер.

### Третій епізод
Минуло ще 4 роки, підростає наступне покоління, здоровіше та морально досконаліше за попереднє. Кареллен розповідає Ріккі, що Надволодарі забезпечують еволюцію людства, але не вони автори цього плану. Тим часом діти по всій Землі згадують Дженіфер. Діти стрімко еволюціонують, проявляють телекінез і телепатію, бачать видіння інших світів. Грегсони вирішають в Нові Афіни, де існує колонія для тих, хто не приймає плану Надволодарів.
Майло при допомозі коханої Рейчел потай пробирається на корабель прибульців, що везе зразки тварин. Він впадає в анабіоз і вирушає в багаторічний політ, обіцяючи Рейчел повернутися. Кареллен звертається до людства, кажучи, що всі діти на планеті скоро перестануть бути людьми, перейшовши на вищий рівень існування. Після цього діти більше не народжуватимуться, а дорослим пропонується дожити в мирі. Всі діти у світі за закликом Дженіфер злітають в небо, щоб приєднатись до Надрозуму, якому служать Надволодарі. Грегсони приймають смерть від вибуху бомби, створеної священиком.
Майло прибуває до планети Джен-Джеда, де дізнається від Надволодаря, що минуло 40 років. Той розповідає, що все, що сталося з Землею, було задумано Надрозумом усього живого. Іншопланетянин приводить Майло до Надрозуму, котрий повідомляє, що людство породило нових істот і виконало свою функцію. Надволодарі повертають Майло на Землю, де вже не лишилось людей. На покинутій космічній станції він знаходить заморожене тіло Рейчел. Майло вирішує дожити свій вік на Землі, розповідаючи Надволодарям про те, що там відбувається без людей. Він знаходить Дженіфер, яка витягує енергію з планети, щоб влити її в Надрозум. Майло просить Кареллена залишити що-небудь в пам'ять про людство і той лишає в космосі пісню з дитинства Майло. Земля руйнується, а Надволодарі вирушають продовжувати свою місію.

## У головних ролях
| Актор          | Роль            |
| -------------- | --------------- |
| Майк Фогель    | Ріккі Стормгрен |
| Озі Ікхайл     | Майло Родрікс   |
| Дейзі Беттс    | Еллі Стормгрен  |
| Яель Стоун     | Перетт Джонс    |
| Джорджина Хейг | Аннабель        |
| Чарлз Денс     | Кареллен        |

### Другорядний склад
| Актор              | Роль               |
| ------------------ | ------------------ |
| Джуліен Макмайон   | доктор Руперт Бойс |
| Ешлі Цукерман      | Джейк Грегсон      |
| Гейлі Магнус       | Емі Моррел         |
| Шарлотта Нікдао    | Рейчел Осака       |
| Колм Міні          | Уго Вейнрайт       |
| Лачлан Роланд-Кенн | Том Грегсон        |
| Дон Хані           | Пол Денлоу         |
| Зара Ньюман        | Бріджет Родрікс    |

## Відмінності від роману
- В романі Надволодарі показали землянам свій вигляд через 50 років після прибуття. У телесеріалі — через 15 років.

## Розробка
10 квітня 2013 року Syfy оголосив про створення мінісеріалу «Кінець дитинства» за романом Артура Кларка. 3 вересня 2014 року Syfy оголосив, що дається зелене світло телесеріалу, який буде складатися з 3-х епізодів. Було оголошено, що написанням сценарію серій буде займатися Метью Ґрегем, пост режисера зайняв Нік Гарран, а продюсерами стали Майкл Де Лука і Аківа Голдсман. 24 жовтня 2014 року було оголошено, що Чарлз Денс зіграє Карелл. 21 листопада 2014 року було оголошено що Майкл Фогель буде грати Рікі Стормгрена. 12 січня 2015 року було оголошено, що Колм Міні зіграє Уго Вейнрайта, а Шарлотта Нікдао — Рейчел Осака. Трейлер серіалу вийшов у травні 2015 року. Показ телесеріалу заплановано на грудень 2015 року.

## Оцінки й відгуки
На агрегаторі кінорецензій Rotten Tomatoes серіал зібрав 70 % позитивних рецензій критиків.
На думку Раяна Аніельські з «IndieWire», формат мінісеріалу добре придатний для екранізації роману Артура Кларка. «Кінець дитинства» від Syfy має хорошу режисуру, спецефекти та дотримується такого темпу, щоб лишатися цікавим протягом усього показу. Однак, коли серіал заглиблюється у філософські питання, він вагається по-справжньому зануритися в них".
Роберт Ллойд для «Los Angeles Times» писав, що серіал доволі міцно дотримується першоджерела, хоча не всі зміни в екранізації пішли на користь. Так, Ріккі Стормгрен, який постає тут фермером, не досить харизматичний, на відміну від книжного Ріккі, що був генералом. Відзначалося, що «там, де роман має квазімістичний ухил, дивлячись на щось за межами наших драматичних понять щодо добра і зла, радісного і сумного, мінісеріал схиляється до традиційнішої, мускульної, мелодраматичної боротьби за збереження людського статусу-кво, на краще чи на гірше». Режисура характеризувалася як місцями перевантажена, а діалоги дивно сконструйовані.
Скотт Тімберг із «Salon.com» (Hollywood Reporter) зауважив, що «в романі персонаж Стормгрен — серіальний фермер — був Генеральним секретарем Організації Об'єднаних Націй. Перехід до більш глухоманського персонажа здається поступкою епосі антиелітарності, але загальний ефект від цього дисонує», адже його спроби переконати всіх у добрих намірах Надволодарів не викликають довіри. Підкреслювалося, що Артур Кларк, який у багатьох відношеннях був старомодним гуманістом, показав у романі неоднозначність, якої не має серіал: «Одна з насторог у „Кінці дитинства“ полягає в тому, чи дари, які приносять Надволодарі — мир у всьому світі та все інше, варті того, якщо людство стане менш людяним».
Браян Лоурі з «Variety» виніс вердикт, що «мінісеріал, безумовно, можна дивитися, і експеримент являє собою доблесні зусилля. Але в термінах серіалу „Кінець дитинства“ зрештою відчувається у пастці між світами — програма, що подекуди надто спрощена і, можливо, надто розвинена як на себе».